# Eugenio Hernández Flores
Eugenio Javier Hernández Flores (Ciudad Victoria, Tamaulipas; 17 de octubre de 1959) es un político mexicano, exmiembro del Partido Revolucionario Institucional. Fue gobernador de Tamaulipas de 2005 a 2010, presidente municipal de Ciudad Victoria del 2001 a 2004, diputado federal por Victoria en el 2000, así como Coordinador del Comité de Financiamiento del candidato a gobernador, Tomás Yarrington. Actualmente se encuentra en un proceso de extradición a los Estados Unidos por cargos de peculado, lavado de dinero y falsificacion de documentos.

## Vida personal
Cuarto hijo de Eugenio Hernández Balboa y de Susana Flores Fernández, estudió ingeniería civil en el Instituto Tecnológico y de Estudios Superiores de Monterrey (ITESM). Está casado con Adriana González de Hernández, con quien tuvo cuatro hijos. Al principio de su vida profesional, se dedicó al ramo de la construcción, y llegó a ser presidente de la Cámara Mexicana de la Industria de la Construcción (CMIC) y presidente de la Comisión Municipal de Agua Potable y Alcantarillado (Comapa).

## Carrera política
Se afilió al Partido Revolucionario Institucional en 1997. En 1999, durante la campaña presidencial de Francisco Labastida Ochoa, fue designado coordinador estatal en Tamaulipas de su campaña. En ese año, también, fue elegido secretario general adjunto del Comité Directivo Estatal del PRI.
Durante el 2000, fue elegido diputado federal por el V Distrito Electoral, y pasó a formar parte de la LVIII Legislatura donde perteneció a la Comisión de Vivienda y de las comisiones de Recursos Hidráulicos;  presentó una iniciativa de reformas al Artículo 46 de la Ley del Fondo de Vivienda de los Trabajadores.
Sin embargo, ese mismo año pidió licencia como diputado para buscar la presidencia municipal de Ciudad Victoria, la cual ganó, y asumió el cargo en el 2001.[cita requerida]

### Gobernador de Tamaulipas
Durante una elección interna del PRI para dirimir quién sería candidato por dicho partido a la gubernatura de Tamaulipas, llevada a cabo el 26 de junio de 2004, Hernández Flores fue designado con tal carácter frente al senador Oscar Luebbert Gutiérrez. De esta manera, contendió en las elecciones para gobernador con Gustavo Cárdenas Gutiérrez, del Partido Acción Nacional; con Álvaro Garza Cantú, de la coalición formada por el Partido de la Revolución Democrática y Convergencia, y Bruno Álvarez, del Partido del Trabajo. En las elecciones estatales, llevadas a cabo el 14 de noviembre de dicho año, Eugenio Hernández resultó vencedor, con 58.26% de la votación.
Inició su período como gobernador el 1 de enero de 2005. En mayo de dicho año, presentó el Plan Estatal de Desarrollo 2005-2010, que sería el documento rector de las principales políticas de su gobierno. Conforme a tal documento, sus acciones de gobierno estaban basadas en tres ejes: I) Prosperidad social; II) Competitividad y Productividad; e III) Instituciones Fuertes y Gobierno de Resultados.
Su gobierno se caracterizó por una continua batalla contra el crimen organizado, contra el cual llegó a promover una alianza entre los demás estados fronterizos con los Estados Unidos, los municipios y el gobierno federal para evitar el tráfico de armas y personas entre dicho país y México. Así, se permitió al Ejército ingresar con miles de efectivos a Tamaulipas para dirigir la lucha contra el narcotráfico y vigilar las aduanas tamaulipecas. Llegó a manifestarse de acuerdo con realizar una consulta pública para considerar la posibilidad de imponer la pena de muerte como sanción a secuestradores y frenar la violencia provocada por la alta criminalidad. Hacia el final de su gestión, Hernández Flores señalaba que el 42 por ciento de los policías habían sido destituidos, por no ser confiables para desempeñar su cargo.

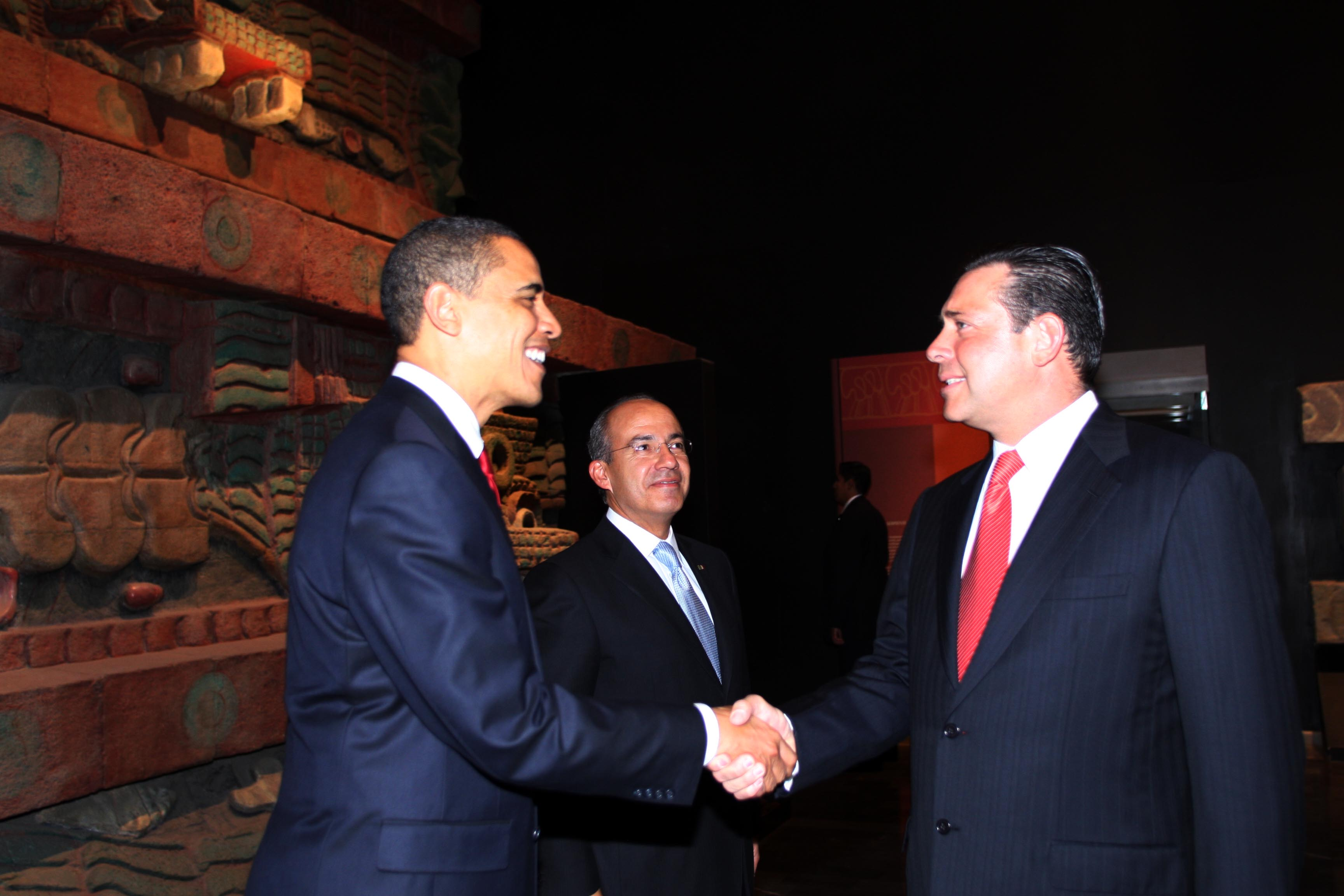
Eugenio Hernández Flores, el presidente de los Estados Unidos, Barack Obama, y el presidente de México, Felipe Calderón.

En cuanto a las relaciones con los estados vecinos de los Estados Unidos, Hernández Flores se convirtió en uno de los detractores de las políticas antimigratorias de aquel país, denunciando, por ejemplo, la construcción del muro fronterizo con México, que comenzó a levantar poco después del inicio del gobierno de Hernández Flores.
En materia económica, promovió la inversión petrolera en su estado y la creación de empleo a costa de dicha industria. Por eso, cuando Petróleos Mexicanos anunció su intención de construir una nueva refinería, el gobernador Hernández Flores propuso al municipio de Altamira como un candidato factible y rentable para dicha instalación. Al final, dicha refinería sería entregada por el Gobierno Federal al estado de Hidalgo.
Por otro lado, durante su gestión se reconoció al estado un excelente manejo financiero respecto a los créditos públicos, al punto que la agencia internacional de calificación crediticia Fitch Ratings le otorgó una de las mejores calificaciones dentro de México. Sin embargo, tras haber terminado su gestión, se le ha atribuido un exceso en el endeudamiento público.

## Carrera posterior y orden de arresto
Hernández se mudó en el 2011 a vivir al estado de Quintana Roo. Allí, retornó a su carrera como ingeniero, pero en el 2012 la Subsecretaría de Investigaciones Especializadas en Delincuencia Organizada (SIEDO) le incautó ocho propiedades residenciales en la zona de Cancún y dos más en Playa del Carmen, porque se le investigaba por lavado de dinero. Esta investigación concluyó sin ningún resultado al año siguiente.
El 3 de julio de 2014, la Administración para el Control de Drogas de los Estados Unidos (DEA) informó sobre sobornos que supuestamente un cártel de la droga había entregado a Hernández Flores durante su periodo como gobernador, todo para permitir a dicho cártel operar sin restricciones por parte del gobierno de Tamaulipas. Este dinero sería posteriormente lavado en el sur de Texas por el empresario Guillermo Flores Cordero, quien, arrestado por la DEA, implicó al exgobernador. Eugenio Hernández Flores negó estas acusaciones de inmediato.
El 19 de junio de 2015 se hizo público que la Corte Federal de los Estados Unidos emitió desde el mes anterior una orden de arresto contra Hernández Flores por el delito de lavado de dinero.
El 6 de octubre de 2017, fue arrestado en Ciudad Victoria, Tamaulipas, la capital del estado, acusado de los delitos de peculado y lavado de dinero. En marzo de 2018 se anunció que el gobierno mexicano aprobó la extradición de Hernández Flores a Estados Unidos, donde es acusado por falsificación de documentos. En septiembre de 2018 la Fiscalía Especializada en Combate a la Corrupción de Tamaulipas lo acusó de los delitos de enriquecimiento ilícito y operaciones con recursos de procedencia ilícita.
Se encontraba recluido en el penal de San Mateo Atenco en el Estado de México, a la espera de que se resuelva su extradición a los Estados Unidos.
El 28 de octubre de 2022, un juez de control ordenó su liberación al no encontrar elementos para mantener al exgobernador en prisión.
El 25 de agosto de 2023, un juez de control, ordenó su liberación, dónde podrá seguir su proceso en libertad.
En febrero de 2024, Hernández fue electo como candidato a senador por el Partido Verde.